# Петров-Краевский, Евгений Алексеевич
Евгений Алексеевич Петров-Краевский (ок. 1860 — после 1937) — русский актёр-трагик театра и кино, режиссёр.

## Биография
Родился около 1860 года в Российской империи. По национальности — русский.
В 1898 году окончил драматическое училище при Петербургской филармонии по классу В. И. Немировича-Данченко. Начинал театральную деятельность с Петербургского народного дома, состоял в их труппе. Также служил Ярославскому драмтеатру. В 1924 году по ряду источников информации, ему было присвоено звание «Заслуженного артиста Республики», но подробная информация о награждении по мимо упоминаний отсутствует.
Ушёл из жизни после 1937 года в Советском союзе.

## Творчество

### Фильмография
- 1908 — Понизовая вольница — Стенька Разин — главная роль
- 1911 — Невеста огня — отец Ивана
- 1914 — Кошмар современной жизни
- 1914 — Разбойник Васька Чуркин — Васька Чуркин
- 1914 — Самоуправцы — князь Имшин
- 1914 — Червонные валеты
- 1915 — Нити жизни перепутаны — Дмитрий Иванович Каменев
- 1915 — Степные орлы
- 1915 — Тайна ложи литер «А» — Корней
- 1915 — У пылающего горна — купец Давид
- 1917 — В красе её был смерти я — Николай Петрович Шагинин — главная роль

### Режиссёрские работы
- 1914 — Кошмар современной жизни
- 1914 — Разбойник Васька Чуркин
- 1915 — Загубленная жизнь
- 1915 — Нити жизни перепутаны
- 1915 — Скальпированный труп
- 1915 — Степные орлы
- 1915 — Тайна ложи литер «А»
- 1916 — Герои Мировой войны братья Панаевы
- 1917 — Кумир поверженный
- Примерно 1917—1918 — Настя-босячка